# Regret
Regret è una canzone del gruppo rock-synthpop britannico New Order, estratta come primo singolo dall'album del 1993 Republic e pubblicata nell'aprile dello stesso anno dalla London Records (la prima sotto questa etichetta, dopo l'abbandono della Factory Records). Stephen Hague è accreditato sia come produttore che co-compositore.
Le edizioni e i formati di questo pezzo sono differenti a seconda dei Paesi dove sono stati pubblicati. Per esempio il mix del lato A è sempre diverso, ma sul lato B sono sempre e comunque presente il remix fatto dai Fire Island Mix, il Junior Dub di Pete Heller e Terry Farley e due mix di Sabres of Paradise. Il videoclip promozionale venne diretto da Peter Care e uscì in VHS (o DVD) in allegato al singolo. Appare nel videogioco per la PSP Lumines II
Nel 2010 Pitchfork posizionò il brano al numero 34 della classifica delle 200 migliori canzoni degli anni novanta.  Secondo Peter Hook questa fu l'ultima buona composizione della band.

## Lista delle tracce
Testi e musiche di Gillian Gilbert, Stephen Hague, Peter Hook, Stephen Morris e Bernard Sumner.

### 7": NUO 1 / Cassette: NUOMC1 (UK & Europa)
1. Regret (7") – 4:07
2. Regret (NewOrder Mix) – 5:10

### 12": NUOX1 (UK & Europe)
1. Regret (Fire Island Mix) – 7:15
2. Regret (Junior Dub Mix) – 7:44
3. Regret (Sabres Slow 'n' Lo) – 12:49
4. Regret (Sabres Fast 'n' Throb) – 12:11

### CD: NUOCD1 (UK & Europe)
1. Regret (7") – 4:07
2. Regret (NewOrder Mix) – 5:10
3. Regret (Fire Island Mix) – 7:15
4. Regret (Junior Dub Mix) – 7:44

## Posizione nelle classifiche
Regret raggiunse la quarta posizione della Official Singles Chart e fu l'ultimo singolo dei New Order ad entrare nella Top 5. Inoltre si piazzò al ventottesimo posto della Billboard Hot 100, il risultato più alto negli Stati Uniti.
| Classifica (1993)                    | Posizione |
| ------------------------------------ | --------- |
| Australia ARIA Singles Chart         | 26        |
| German Media Control Singles Chart   | 39        |
| Irish Singles Chart                  | 5         |
| RIANZ neozelandese                   | 30        |
| Official Singles Chart               | 4         |
| US Billboard Hot 100                 | 28        |
| US Billboard Hot Dance Club Play     | 1         |
| US Billboard Hot Dance Singles Sales | 3         |
| US Billboard Modern Rock Tracks      | 1         |
| US Billboard Top 40 Mainstream       | 7         |

## Esecuzioni notevoli e cover
La band realizzò un filmato, mandato in onda al Top of the Pops, in cui eseguiva Regret sulla spiaggia dove fu filmato Baywatch, con David Hasselhoff (che inizialmente doveva solamente far finta di cantare) e vari extra.
I The Get Up Kids fecero una cover del pezzo che pubblicarono nel 2001 sulla loro antologia Eudora. Anche la synthpop band greca Marsheaux la re-interpretò per il suo album Peekaboo.